# Trégomeur
Trégomeur település Franciaországban, Côtes-d’Armor megyében. Lakosainak száma 947 fő (2022. január 1.). Trégomeur Lantic, Plélo és Pordic községekkel határos.

## Népesség
A település népessége az elmúlt években az alábbi módon változott:
| Lakosok száma | 595  | 689  | 682  | 859  | 931  | 943  | 938  | 943  | 945  | 947  |
|               | 1968 | 1982 | 1990 | 2006 | 2013 | 2015 | 2017 | 2019 | 2020 | 2022 |